# Li Qun
Li Qun (李群S, Lǐ QúnP; 10 novembre 1973) è un ex cestista e allenatore di pallacanestro cinese.

## Carriera
In carriera ha militato nei Guangdong Southern Tigers. Con la Cina ha disputato i Giochi della XXVII Olimpiade, scendendo in campo contro la Spagna.